# 释放证明书
中華人民共和國释放证明书是釋放犯人時公安機關發出的釋放證明，釋放時出示，上載案件編號、逮捕原因、释放者姓名、戶籍資料、批准单位等。